# Holopogon avor
Holopogon avor är en tvåvingeart som beskrevs av Pavel Lehr 1972. Holopogon avor ingår i släktet Holopogon och familjen rovflugor. Inga underarter finns listade i Catalogue of Life.